# Diospyros krukovii
Diospyros krukovii är en tvåhjärtbladig växtart som beskrevs av Albert Charles Smith. Diospyros krukovii ingår i släktet Diospyros och familjen Ebenaceae. Inga underarter finns listade i Catalogue of Life.